# Bioanalytische Äquivalente
Bioanalytische Äquivalente (BEQ) sind ein Konzept in der Ökotoxikologie und dienen zur Quantifizierung der biologischen Aktivität von komplexen Stoffgemischen. BEQ-Werte werden durch bioanalytische Methoden wie zellbasierte Assays, Rezeptor-Assays oder Immunoassays ermittelt und geben einen Hinweis auf die Gesamttoxizität einer Probe. Diese Methode ist besonders nützlich für das Screening von Proben, da sie auch die Wirkung von unbekannten oder nicht spezifisch analysierten Stoffen erfasst, die zu einer biologischen Antwort beitragen können. BEQ-Werte berücksichtigen zudem mögliche Wechselwirkungen zwischen verschiedenen Stoffen in einer Probe, was zu einer realistischeren Einschätzung der Gesamttoxizität führen kann.
Im Gegensatz dazu basieren Toxizitätsäquivalente (TEQ) auf chemischen Analyseverfahren und ermöglichen eine präzisere Quantifizierung einzelner Kongenere sowie deren spezifischen Beitrag zur Gesamttoxizität, was sie für regulatorische Zwecke und detaillierte Risikobewertungen besonders geeignet macht.